# Durango encaisse ou tue
Pour plus de détails, voir Fiche technique et Distribution.
Durango encaisse ou tue (Arriva Durango... paga o muori) est un western spaghetti italien sorti en 1971, réalisé par Roberto Bianchi Montero.

## Synopsis
Durango s'est spécialisé dans le recouvrement de créances. Il arrive un jour dans la petite ville de Tucson où règne un homme d'affaires un peu louche, Fergusson. Durango parvient à déjouer le braquage prévu par El Tuerto, un bandit qui n'a pas de chance.

## Fiche technique
- Titre français : Durango encaisse ou tue
- Titre original italien : Arriva Durango... paga o muori
- Genre : western spaghetti
- Réalisation : Roberto Bianchi Montero
- Scénario : Mario Guerra, Vittoriano Vighi
- Musique : Coriolano Gori
- Production : Giselno Procaccini (non crédité), avec Walter Brandi (non crédité), Brad Harris (non crédité), et Ralph Zucker (non crédité) pour Three Stars Films
- Photographie : Mario Mancini
- Montage : Adriano Tagliavia
- Décors : Gabriele Crisanti
- Maquillage : Liliana Dulac
- Pays :  Italie
- Durée : 87 min
- Année de sortie : 1971
- Langue : italien
- Format d'image : 2.35:1
- Distribution en Italie : D.I.F.I
- Date de sortie en salle en France : 4 octobre 1972[1]

## Distribution
- Brad Harris : Durango
- José Torres : El Tuerto
- Gisela Hahn : Margot
- Gino Lavagetto : Ferguson
- Maretta : Jane
- Gisleno Procaccini
- Roberto Messina : un pistolero avec Ferguson
- Franco Pasquetto : un pistolero avec Ferguson
- Attilio Dottesio : Peter, barman
- Gino Turini : Esquimindi
- Ivo Scarpiani : Sullivan
- Emilio Messina : Arellana
- Emilio Zago : révérend
- Claudio Trionfi
- Irio Fantini : second barman